# 御色なおし
『御色なおし』（おいろなおし）は、1985年4月17日に発表された、中島みゆきの12作目のオリジナルアルバムであり、2作目のセルフカバーアルバムである。

## 制作
前作『はじめまして』（1984年）から間を置かずにリリースされたオリジナルアルバムで、『おかえりなさい』（1979年）に続くセルフカバーアルバムである。タイトルの “御色なおし” とは、結婚式で新郎新婦が式中に衣装を変えてドレスアップすることであり、他アーティストに提供した楽曲が中島の歌唱によって衣装変えをする意味が掛かっている。
各楽曲にサウンド・プロデューサーが就き、甲斐よしひろをはじめ、センチメンタル・シティ・ロマンス、クリスタルキング、後藤次利、クニ河内が、それぞれ12曲ほどの候補から好きな曲を選びプロデュースを担当した。

## リリース
1985年4月17日にキャニオン・レコードのAARD-VARKレーベルから、LPとCTの2形態でリリースされた。
1985年4月21日に、CDが発売され、現行盤のCDは2018年にヤマハミュージックコミュニケーションズから発売された。
2012年、Tom Baker at Precision Mastering (Los Angeles) により新たにデジタルリマスタリングされたCDがクリスタルディスクにて発売された（規格品番：YMPCD-10021）。

## 収録曲

### LPレコード
| 全作詞・作曲: 中島みゆき。 |                            |            |            |                             |                          |      |
| #                          | タイトル                   | 作詞       | 作曲・編曲 | 編曲                        | サウンド・プロデューサー | 時間 |
| 1.                         | 「ひとりぽっちで踊らせて」 | 中島みゆき | 中島みゆき | チト河内                    | 甲斐よしひろ             | 4:48 |
| 2.                         | 「すずめ」                 | 中島みゆき | 中島みゆき | 告井延隆                    | 告井延隆                 | 4:40 |
| 3.                         | 「最愛」                   | 中島みゆき | 中島みゆき | 告井延隆                    | 告井延隆                 | 4:19 |
| 4.                         | 「さよならの鐘」           | 中島みゆき | 中島みゆき | 山下三智夫&クリスタルキング | 吉崎勝正                 | 4:57 |
| 合計時間:                  | 合計時間:                  | 合計時間:  | 合計時間:  | 18:44                       |                          |      |

| 全作詞: 中島みゆき。 |                      |            |            |                             |                          |      |
| #                    | タイトル             | 作詞       | 作曲       | 編曲                        | サウンド・プロデューサー | 時間 |
| 1.                   | 「海と宝石」         | 中島みゆき | 中島みゆき | 告井延隆                    | 告井延隆                 | 2:45 |
| 2.                   | 「カム・フラージュ」 | 中島みゆき | 中島みゆき | チト河内                    | 甲斐よしひろ             | 4:12 |
| 3.                   | 「煙草」             | 中島みゆき | 中島みゆき | 山下三智夫&クリスタルキング | 吉崎勝正                 | 3:33 |
| 4.                   | 「美貌の都」         | 中島みゆき | 筒美京平   | 後藤次利                    | 後藤次利                 | 4:40 |
| 5.                   | 「かもめはかもめ」   | 中島みゆき | 中島みゆき | クニ河内                    | クニ河内                 | 4:57 |
| 合計時間:            | 合計時間:            | 合計時間:  | 合計時間:  | 合計時間:                   | 20:07                    |      |

### CD
| 全作詞: 中島みゆき。 |                            |            |            |                             |                          |      |
| #                    | タイトル                   | 作詞       | 作曲       | 編曲                        | サウンド・プロデューサー | 時間 |
| 1.                   | 「ひとりぽっちで踊らせて」 | 中島みゆき | 中島みゆき | チト河内                    | 甲斐よしひろ             | 4:48 |
| 2.                   | 「すずめ」                 | 中島みゆき | 中島みゆき | 告井延隆                    | 告井延隆                 | 4:40 |
| 3.                   | 「最愛」                   | 中島みゆき | 中島みゆき | 告井延隆                    | 告井延隆                 | 4:19 |
| 4.                   | 「さよならの鐘」           | 中島みゆき | 中島みゆき | 山下三智夫&クリスタルキング | 吉崎勝正                 | 4:57 |
| 5.                   | 「海と宝石」               | 中島みゆき | 中島みゆき | 告井延隆                    | 告井延隆                 | 2:45 |
| 6.                   | 「カム・フラージュ」       | 中島みゆき | 中島みゆき | チト河内                    | 甲斐よしひろ             | 4:12 |
| 7.                   | 「煙草」                   | 中島みゆき | 中島みゆき | 山下三智夫&クリスタルキング | 吉崎勝正                 | 3:33 |
| 8.                   | 「美貌の都」               | 中島みゆき | 筒美京平   | 後藤次利                    | 後藤次利                 | 4:40 |
| 9.                   | 「かもめはかもめ」         | 中島みゆき | 中島みゆき | クニ河内                    | クニ河内                 | 4:57 |
| 合計時間:            | 合計時間:                  | 合計時間:  | 合計時間:  | 合計時間:                   | 38:51                    |      |

## 楽曲解説
1. ひとりぽっちで踊らせて
  - 1979年、研ナオコへの提供曲。
2. すずめ
  - 1981年、増田けい子への提供曲。同年増田が所属していたデュオ・ピンク・レディーが解散し、増田のソロデビュー曲としてリリースされヒットした。
3. 最愛
  - 1984年、柏原芳恵への提供曲。冒頭の詞は唄われていない。
4. さよならの鐘
  - 1978年、アルゼンチン出身の歌手・グラシェラ・スサーナへの提供曲。B面の「髪」も中島の作詞・作曲で同曲は1979年にリリースされた『おかえりなさい』にてセルフカバーしている。
  - 1979年には夏木マリもカバーした。
5. 海と宝石
  - 1983年、松坂慶子への提供曲。中島の歌唱では1984年にリリースされたシングル「ひとり」のB面にも収録されたが、本作ではアレンジがアコースティック・ギターを基調にしたものに変わっている。
6. カム・フラージュ
  - 1983年、柏原芳恵への提供曲。間奏の直前でシャウトしているのは、甲斐バンドの甲斐よしひろである。
  - 36秒辺りにクリックノイズのような音が聴こえる。現行発売のリマスター済の再発盤では、同箇所はかなりマスキングされている。
7. 煙草
  - 1982年、古手川祐子への提供曲。古手川が出演したTBS系ドラマ『さよなら三角またきて四角』の挿入歌。
8. 美貌の都
  - 1983年、郷ひろみへの提供曲。中島では珍しく男性アーティストへの提供曲であり、作曲は筒美京平が担当している。
  - 本作の出版者はバーニングパブリッシャーズであるため、著作権表記は “©1983 by Burning Publishers Co., Ltd.”[2]。
9. かもめはかもめ
  - 1977年、研ナオコのアルバム『かもめのように』に提供された楽曲。研盤は1978年、シングルカットされヒットした。
  - 2番の『かもめはかもめ』の部分から、ヴォーカルのエコーがフェイドして消えるギミックを用いている。

## 演奏者
- Vocal：中島みゆき

| ひとりぽっちで踊らせて - Instruments：甲斐バンド - E.Bass：富倉安生 - Keyboards：エルトン永田 - Percussion：ペッカー - Saxophone：斉藤清・渕野繁雄 - Chorus：木戸恭弘・比山清 - Strings：前田ストリングス - Synthesizer Programmer：梅原篤 すずめ - Instruments：センチメンタル・シティ・ロマンス - E.Bass & E.Guitar & Keyboards & Chorus & Percussion：告井延隆 - Drums：近藤文雄 - E.Guitar & E.Bass & Chorus：中野督夫 - Keyboards：細井豊 - E.Bass & Chorus：久田潔 最愛 - Instruments：センチメンタル・シティ・ロマンス - E.Bass & E.Guitar & Keyboards & Chorus & Percussion：告井延隆 - Drums：近藤文雄 - E.Guitar & E.Bass & Chorus：中野督夫 - Keyboards：細井豊 - E.Bass & Chorus：久田潔 さよならの鐘 - Instruments：クリスタルキング - E.Bass：野元英俊 - Keyboards：今給黎博美 - Percussion：吉崎勝正 - E.Guitar & Arrangement：山下三智夫 - Chorus：吉崎勝正・田中昌之 - Drums：高木和好 - Piano：中村公晴 | 海と宝石 - Instruments：センチメンタル・シティ・ロマンス - E.Bass & E.Guitar & Keyboards & Chorus & Percussion：告井延隆 - Drums：近藤文雄 - E.Guitar & E.Bass & Chorus：中野督夫 - Keyboards：細井豊 - E.Bass & Chorus：久田潔 カム・フラージュ - Instruments：甲斐バンド - E.Bass：富倉安生 - Keyboards：エルトン永田 - Percussion：ペッカー - Saxophone：斉藤清・渕野繁雄 - Chorus：木戸恭弘・比山清 - Strings：前田ストリングス - Synthesizer Programmer：梅原篤 煙草 - Instruments：クリスタルキング - E.Bass：野元英俊 - Keyboards：今給黎博美 - Percussion：吉崎勝正 - E.Guitar & Arrangement：山下三智夫 - Chorus：吉崎勝正・田中昌之 - Drums：高木和好 - Piano：中村公晴 美貌の都 - Drums：山木秀夫 - E.Bass, E.Guitar：後藤次利 - E.Guitar：松原正樹 - Piano, Keyboards：富樫春生 - Synthesizer Programmer：松武秀樹 かもめはかもめ - Pipe Organ：クニ河内 |